# LTE
LTE (от английски: Long-Term Evolution – Дългосрочна еволюция) в телекомуникациите е стандарт за безжична широколентова комуникация за мобилни устройства и терминали за високоскоростно предаване на данни, базиран на стандартите GSM/EDGE и UMTS/HSPA. Той подобрява капацитета и скоростта на тези стандарти чрез използване на различен радиоинтерфейс и подобрения на основната мрежа.  LTE е начин за обновление и надграждане за оператори както с GSM/UMTS мрежи, така и с мрежи CDMA2000. Тъй като честотите и лентите на LTE се различават в различните държави, само многолентовите телефони могат да използват LTE във всички държави, където се поддържа.
Стандартът е разработен от Проект за партньорство от 3-то поколение (3GPP – 3-rd Generation Partnership Project) и е посочен в неговата серия документи Release 8, с незначителни подобрения, описани в Release 9. LTE се нарича също 3,95G и се предлага на пазара като „4G LTE“ и "Advanced 4G ", но не отговаря на техническите критерии за 4G безжична услуга, както е посочено в сериите документи 3GPP Release 8 и 9 за LTE Advanced. Изискванията са определени от организацията ITU-R в спецификацията IMT Advanced; но поради пазарния натиск и значителния напредък, който WiMAX, развитият високоскоростен пакетен достъп и LTE внасят в оригиналните 3G технологии, ITU по-късно реши, че LTE и гореспоменатите технологии могат да бъдат наречени 4G технологии.  Стандартът LTE Advanced официално удовлетворява изискванията на ITU-R, за да бъде считан за IMT-Advanced.  За да разграничи LTE Advanced и WiMAX-Advanced от настоящите 4G технологии, ITU ги определи като „Истински 4G“.

## Общи сведения
| LTE е стандарт за безжично предаване на данни и развитие на GSM/UMTS стандартите. Целта на LTE е да увеличи пропускателната способност и скоростта с помощта на нов метод за цифрова обработка и модулация на сигнали, разработен в началото на хилядолетието. Друга цел е да се проектира и опрости архитектурата на IP-базирани мрежи, като се намали значително забавянето на предаването на данни в сравнение с 3G-мрежовата архитектура. Безжичният LTE интерфейс е несъвместим с 2G и 3G по отношение на сигнали и протоколи. Спецификацията LTE позволява скорости на изтегляне до 3 Gbps, а забавянето на предаваните данни може да бъде намалено до 2 милисекунди. LTE поддържа честотни ленти от 1,4 MHz до 20 MHz и поддържа както разделяне на честотата (FDD), така и разделяне по време (TDD). В таблица 1 е дадена класация на държавите по 4G LTE временно покритие (данни на OpenSignal към май 2019 г.). | \| Място \| Страна \| Обхват \| \| ----- \| -------------- \| ------ \| \| 1 \| Южна Корея \| 97,5 % \| \| 2 \| Япония \| 96,3 % \| \| 3 \| Норвегия \| 95,5 % \| \| 4 \| Хонконг \| 94,1 % \| \| 5 \| САЩ \| 93,0 % \| \| 6 \| Нидерландия \| 92,8 % \| \| 7 \| Тайван \| 92,8 % \| \| 9 \| Швеция \| 91,1 % \| \| 10 \| Индия \| 90,9 % \| \| 11 \| Чехия \| 90,6 % \| \| 12 \| Белгия \| 90,4 % \| \| 16 \| Швейцария \| 89,6 % \| \| 17 \| Финландия \| 89,5 % \| \| 18 \| Канада \| 88,8 % \| \| 19 \| Дания \| 88,6 % \| \| 21 \| Испания \| 87,4 % \| \| 23 \| Австрия \| 86,6 % \| \| 25 \| Великобритания \| 84,7 % \| \| 26 \| Словакия \| 84,5 % \| \| 27 \| Сърбия \| 83,8 % \| \| 29 \| Хърватия \| 83,4 % \| \| 32 \| Гърция \| 83,2 % \| \| 33 \| Полша \| 82,9 % \| \| 35 \| Португалия \| 82,6 % \| \| … \| … \| … \| \| 41 \| Франция \| 79,7 % \| \| 42 \| Малайзия \| 79,6 % \| \| 43 \| България \| 79,5 % \| \| 44 \| Парагвай \| 79,1 % \| \| 45 \| Аржентина \| 79,0 % \| \| 46 \| Италия \| 79,0 % \| \| 47 \| Турция \| 79,0 % \| \| 49 \| Румъния \| 78,8 % \| \| … \| … \| … \| \| 54 \| Германия \| 76,9 % \| \| … \| … \| … \| \| 61 \| Русия (1) \| 73,9 % \| \| … \| … \| … \| \| 68 \| Албания \| 72,2 % \| \| 72 \| Израел \| 69,5 % \| \| 74 \| Беларус \| 68,6 % \| \| 75 \| Украйна \| 66,4 % \| \| 78 \| Египет \| 65,4 % \| (1) По отношението на покритата площта на страната · към населението Русия заема първо място в света. |        |
| Място | Страна | Обхват |
| 1 | Южна Корея | 97,5 % |
| 2 | Япония | 96,3 % |
| 3 | Норвегия | 95,5 % |
| 4 | Хонконг | 94,1 % |
| 5 | САЩ | 93,0 % |
| 6 | Нидерландия | 92,8 % |
| 7 | Тайван | 92,8 % |
| 9 | Швеция | 91,1 % |
| 10 | Индия | 90,9 % |
| 11 | Чехия | 90,6 % |
| 12 | Белгия | 90,4 % |
| 16 | Швейцария | 89,6 % |
| 17 | Финландия | 89,5 % |
| 18 | Канада | 88,8 % |
| 19 | Дания | 88,6 % |
| 21 | Испания | 87,4 % |
| 23 | Австрия | 86,6 % |
| 25 | Великобритания | 84,7 % |
| 26 | Словакия | 84,5 % |
| 27 | Сърбия | 83,8 % |
| 29 | Хърватия | 83,4 % |
| 32 | Гърция | 83,2 % |
| 33 | Полша | 82,9 % |
| 35 | Португалия | 82,6 % |
| … | … | …      |
| 41 | Франция | 79,7 % |
| 42 | Малайзия | 79,6 % |
| 43 | България | 79,5 % |
| 44 | Парагвай | 79,1 % |
| 45 | Аржентина | 79,0 % |
| 46 | Италия | 79,0 % |
| 47 | Турция | 79,0 % |
| 49 | Румъния | 78,8 % |
| … | … | …      |
| 54 | Германия | 76,9 % |
| … | … | …      |
| 61 | Русия (1) | 73,9 % |
| … | … | …      |
| 68 | Албания | 72,2 % |
| 72 | Израел | 69,5 % |
| 74 | Беларус | 68,6 % |
| 75 | Украйна | 66,4 % |
| 78 | Египет | 65,4 % |

## Технологични характеристики
Обхватът на базовата станция LTE зависи от мощността на излъчване и е теоретично неограничен, а максималната скорост на предаване на данни зависи от радиочестотата и разстоянието от базовата станция. Теоретичната граница за скорост от 1 Gb/s е от 3,2 km (2600 MHz) до 19,7 km (450 MHz). Повечето оператори в Източна Европа работят в 2600 MHz, 1800 MHz и 800 MHz (LTE-FDD стандарт). Базовите станции в обхвата 800 MHz са в състояние да осигурят тази скорост на разстояние до 13,4 km . Обхватът 1800 MHz е най-използваният в света, той съчетава висок капацитет и относително голям обхват (6,8 km).
През ноември 2015 г. Международният съюз по далекосъобщения препоръча изграждане на мрежи LTE в обхвата 694 – 790 MHz в Европа, Африка, Близкия изток и Централна Азия. Тези честоти в редица страни по това време са били заети от аналогово телевизионно излъчване. 
Голяма част от стандарта LTE разглежда надграждането на 3G от UMTS до това, което в крайна сметка ще бъде 4G технология. Голяма част от работата е насочена към опростяване на архитектурата на системата: преминава се от съществуващата UMTS верига + превключване на пакети в мрежа към единна IP-инфраструктура (all-IP). E-UTRA е LTE безжичен интерфейс. Неговите основни характеристики са:
- Максималната скорост на изтегляне от мрежата е до 299,6 Mbps, а максималната скорост на изтегляне към мрежата от абоната е до 75,4 Mbps, в зависимост от категорията на потребителското оборудване (антена с МИМВ 4x4, използваща спектър 20 MHz).
- Пренос на данни с ниска латентност (латентност от 5 ms за малки IP пакети при оптимални условия), по-ниска латентност при установяване на връзка.
- Подобрена поддръжка за мобилност, като пример – терминал, движещ се със скорост от 350 км/ч или 500 км/ч в зависимост от честотната лента.
- OFDMA за връзка надолу, SC-FDMA за връзка нагоре за пестене на енергия.
- Поддръжка както за FDD, така и за TDD комуникационни системи, както и за полудуплексни FDD със същата технология за радиодостъп.
- Увеличаване на гъвкавостта. За ширината на клетката са стандартизирани честотите: 1,4 MHz, 3 MHz, 5 MHz, 10 MHz, 15 MHz и 20 MHz .
- Поддръжка за размери на клетки от няколко десетки метра (фемто- и пикоклетки) до 100 км. В по-ниските честотни ленти, които се използват в селските райони, 5 km е оптималният размер на клетката. В градските и гъсто населени райони се използват по-високи честотни ленти (напр. 2,6 GHz в ЕС) за поддръжка на високоскоростна мобилна широколентова връзка. В този случай размерът на клетката може да бъде 1 км или дори по-малко.
- Поддръжка за най-малко 200 активни клиенти от клетка на 5 MHz.
- Поддръжка за съвместно съществуване с по-стари стандарти (напр. GSM/EDGE, UMTS и CDMA2000). Потребителите могат да започнат разговор или предаване на данни в зона с наличност на LTE и след като напуснат зоната на покритие, да продължат да работят без специални действия от тяхна страна в GSM / GPRS мрежи.
- Въздушен интерфейс за превключване на пакети.

## Гласови повиквания
Стандартът LTE поддържа само превключване на пакети със своята изцяло IP мрежа. Гласовите повиквания в GSM, UMTS и CDMA2000 са с превключване на вериги, така че операторите трябва да реорганизират гласовата си мрежа, докато мигрират към LTE.  Има три различни подхода:

### Глас през LTE (VoLTE)
Технологията VoLTE дава възможност за предаване на гласови повиквания в LTE мрежата. VoLTE позволява да се избегне превключване от мрежа LTE към мрежа от предишно поколение, което ускорява процеса на извършване на гласово повикване.

### Резервно превключване на верига (CSFB)
С този подход LTE предоставя само услуги за данни, така че когато трябва да бъде получено или осъществено гласово повикване, терминалът просто се връща към мрежа с комутиране на вериги (например GSM или UMTS). С това решение операторите просто трябва да актуализират MSC, вместо да внедряват IMS, за да могат бързо да започнат да предоставят услуги. Недостатъкът обаче е голямото забавяне на настройката на разговора.

### Едновременен глас и LTE (SVLTE)
При този подход терминалът работи едновременно в LTE и режим с превключване на вериги, услугите за данни се предоставят в режим LTE, а гласовите услуги се предоставят в режим с превключване на вериги. Това решение се основава изцяло на изискванията за мобилни телефони и няма специфични изисквания за мрежата. Недостатъкът на това решение е, че такъв телефон може да стане скъп и да има висока консумация на енергия.